# Internat psycho-neurologique (Russie)

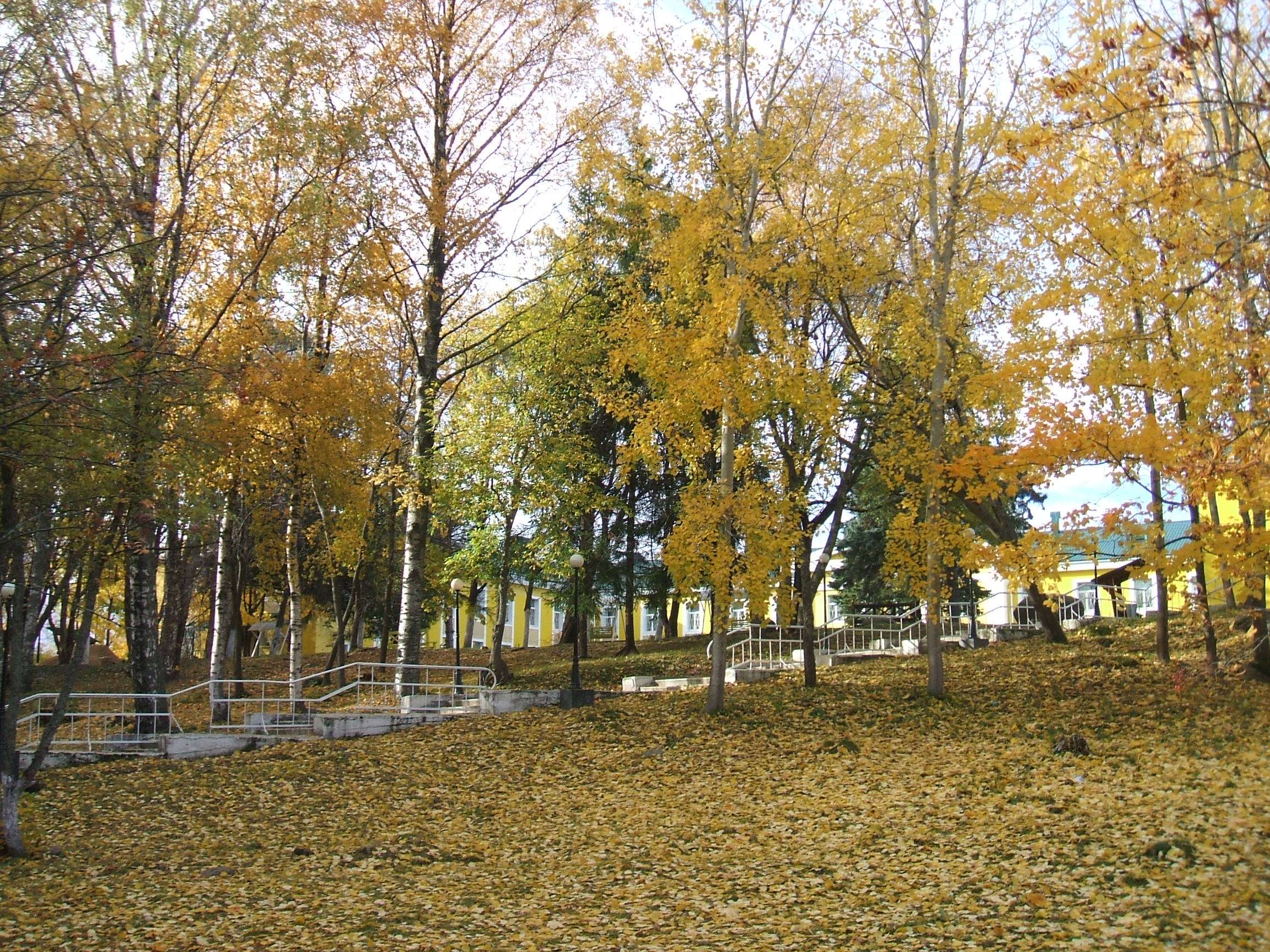
Internat psycho-neurologique n° 6 de Smoliatchkovo

Un internat psycho-neurologique (en russe Психоневрологический интернат, Psikhonevrologuitcheski internat, abrégé en ПНИ, PNI) est en Russie une institution médico-sociale pour les personnes souffrant de déficiences intellectuelles, de handicap psychique ou de troubles mentaux, ayant perdu tout ou partie de leur capacité à prendre soin d’eux-mêmes et ayant besoin de soins et d’une surveillance constante pour leur santé mentale ou physique. Il fait à ce titre partie du système de soins psychiatriques de la fédération de Russie, mais est également un établissement à caractère social.

## Statistiques
Selon les données de l’agence fédérale des statistiques, communiquées par le ministère du travail et de la protection sociale,, il y avait au 1er janvier 2016 504 internats psycho-neurologiques sur le territoire de la fédération de Russie (523 au 1er janvier 2017). 148 800 personnes y étaient hébergées en 2016. 54 % des résidents sont des hommes. 62 % sont d’âge actif. Des données plus anciennes (2014) indiquent qu’environ 45 000 résidents sont aptes au travail, dont 35 000 travaillent, et que 98 000 d’entre eux sont sous la tutelle de l’établissement.
Toujours selon le ministère du travail et de la protection sociale, 10 000 personnes orientées vers un IPN seraient en attente d’une admission au 1er janvier 2016. Les personnes admises viendraient dans 35 % des cas d’une maison-internat pour enfants (Детских домов- интернатов – ДДИ) présentant des troubles du développement mental, dans 20 % des cas de familles, et dans 40,7 % des cas d’hôpitaux psychiatriques. Le passage de la maison-internat à l’IPN serait quasiment systématique et se ferait sans réexamen de la situation de l’enfant. 

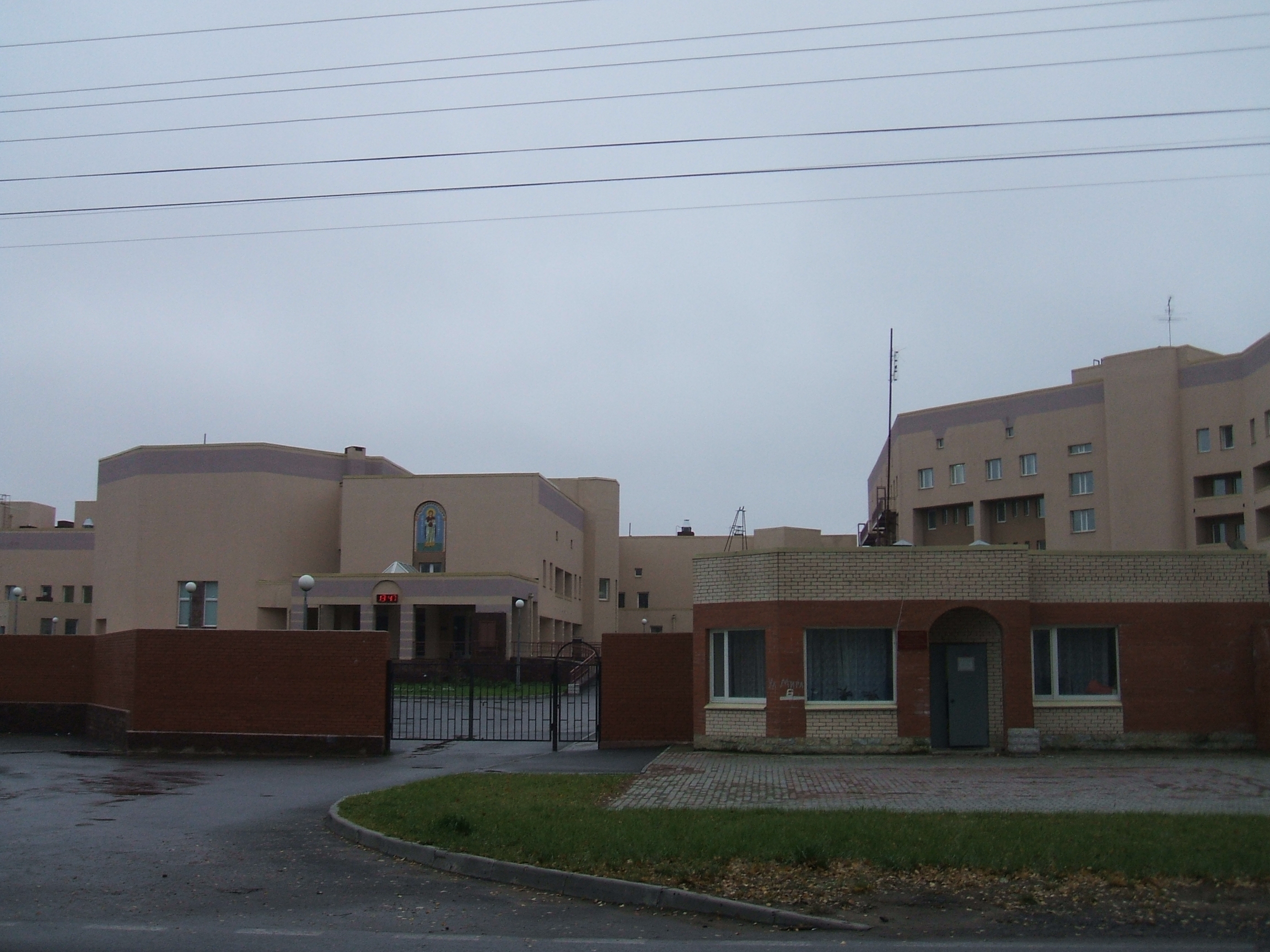
Internat psycho-neurologique n°1 de Zelenogorsk

Selon les données de 2003, plus de la moitié des résidents des internats psycho-neurologiques (68,9 %) étaient des personnes présentant une déficience intellectuelle, un retard mental ou divers types de démences. Les retards intellectuels des enfants venant des internats pour enfants handicapés seraient souvent liés non à une diminution des capacités intellectuelles, mais à une négligence pédagogique, des carences éducatives, l’absence de programmes de réadaptation et de centres de réadaptation.
En 2013, environ un millier de personnes étaient entrées dans les internats psycho-neurologiques de la ville de Moscou ; 10 500 patients y résidaient (dont 8 245 hommes âgés de 18 à 58 ans). Environ 5000 y sont entrés en venant d’un internat pour enfant sans réexamen psychiatrique.
Une dernière caractéristique essentielle est taille des établissements (en moyenne 295 résidents).

## Cadre juridique
Le cadre juridique des internats psycho-neurologiques, et notamment la définition de leurs activités, est hérité de la réglementation soviétique (Ordonnance n° 145 du 27 décembre 1978 du ministre de la sécurité sociale, modifié par un texte du 12 avril 2007). Les dispositions plus modernistes de la loi fédérale n° 442 du 28 décembre 2013 sur les fondements des services sociaux rendus aux citoyens de la fédération de Russie leur sont applicables, mais sans qu’elle ne comporte de normes spécifiques à ces établissements.
La mission des IPN est sensiblement plus large que celles des établissements français qui peuvent leur être comparés :
- ils assurent des fonctions réparties en France entre plusieurs catégories d’établissements (foyer d’hébergement, foyer de vie ou occupationnel, foyer d’accueil médicalisé (FAM), maison d’accueil spécialisée (MAS)) ;
- ils hébergent également en leur sein des ateliers proches de ce que nous appelons l’emploi protégé ou adapté : établissements et services d’aide par le travail (ESAT) et entreprises adaptées (EA).

En outre, ils sont en Russie considérés comme des établissements psychiatriques, et une partie de la réglementation qui leur est applicable est issue du ministère de la santé.

## Conditions de vie, emploi et formation

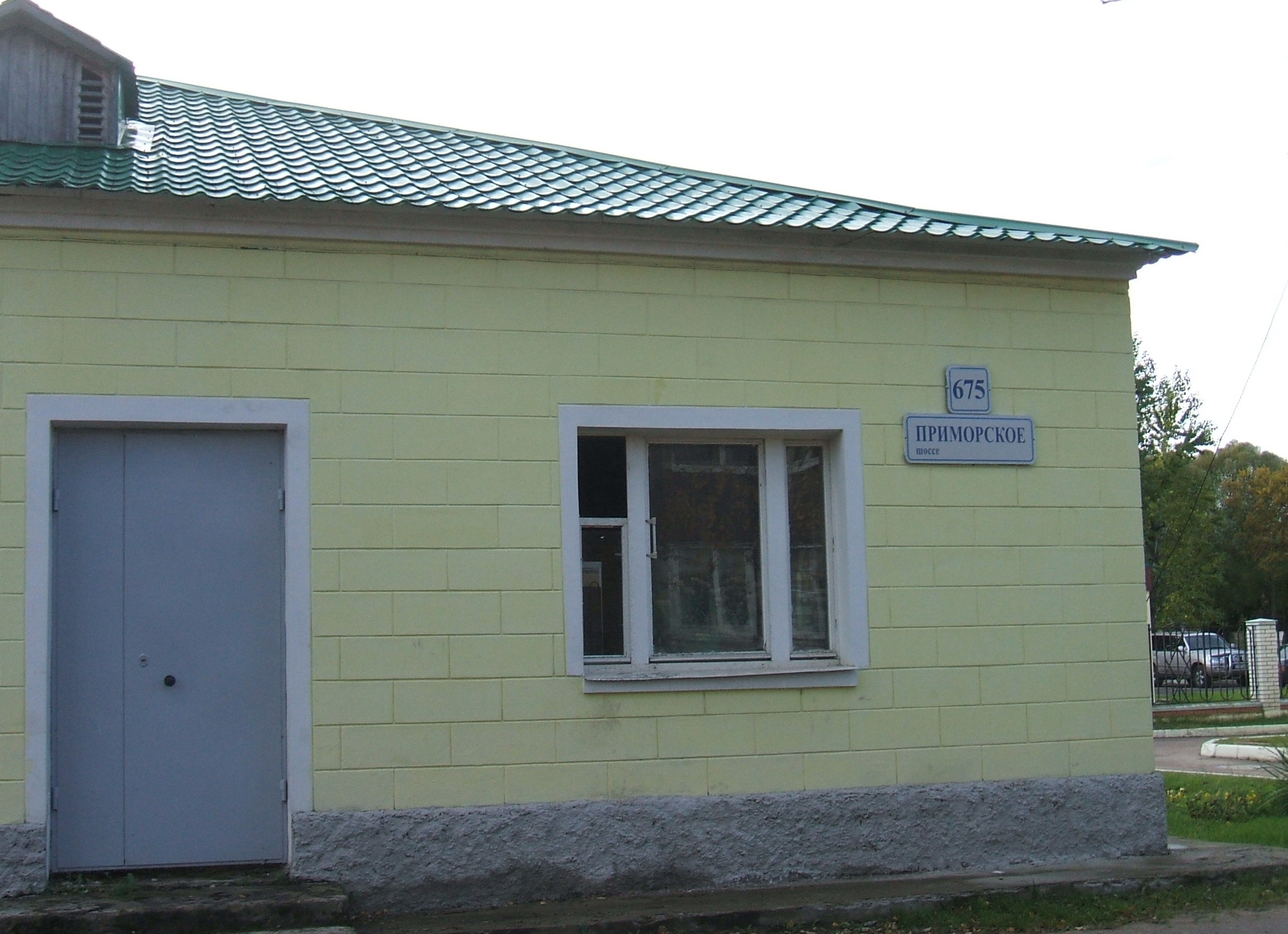
Internat psycho-neurologique n° 6 de Smoliatchkovo

La principale mission des internats psycho-neurologiques est l’hébergement et la prise en charge domestique et sociale des patients. La durée de séjour est habituellement de 15 à 20 ans ou plus, la perspective d’une sortie de l’établissement est pratiquement absente. Il en résulte une organisation spécifique combinant une prise en charge médico-sociale et des activités de travail.
Les conditions de vie dans les internats psycho-neurologiques sont généralement caractérisées par un environnement uniforme, la monotonie de la vie quotidienne, le manque d'activités intéressantes, le manque de communication avec un entourage en bonne santé, et la dépendance envers le personnel. De nombreux patients vivent à huit - dix personnes par chambre. La surface sanitaire par patient est souvent 4-5 m2, en deçà de la réglementation (7 m2).
S'agissant des activités, il y a traditionnellement dans les internats psycho-neurologiques, une base matérielle et technique, avec des ateliers ergo-thérapeutiques (лечебно-трудовые мастерские), une exploitation agricole auxiliaire, et des ateliers spécialisés. Les travaux les plus communs sont la couture, la menuiserie et le cartonnage, mais aussi l’assemblage, la cordonnerie et la vannerie, etc.  Après 1992, l'évolution de la situation socio-économique dans le pays a eu pour conséquence que les ateliers ont cessé de recevoir des commandes et des matières premières de l'industrie locale, faisant ainsi obstacle au travail de nombreux résidents.
En outre, les activités de travail sont souvent 1) des activités courantes pour le service l’internat, pour maintenir la propreté et l'ordre dans les locaux, pour les soins des patients gravement malades, pour décharger les livraisons, etc., ce travail étant non rémunéré et souvent forcé; 2) des activités en équipe à l’extérieur dans les champs  et les chantiers de construction; 3) des activités sur des postes permanents de l’internat et à l’extérieur.
Des activités de formation doivent être mises en œuvre dans les internats psycho-neurologiques dans le cadre de programmes de formation adaptés, qui permettent d'acquérir une profession reconnue par la société, en tenant compte du degré de déficience intellectuelle.
Source de cette section : traduction de la section "Conditions de vie, emploi et formation" de l'article de la Wikipédia russe" - Principales sources de la section russe : 

## Atteintes aux droits des résidents
Les  internats psycho-neurologiques comme les autres établissements médico-sociaux russes, ont été dans une situation extrêmement dégradée dans les années de crise qui ont suivi l’effondrement de l’URSS.Ont été notamment en cause l’état des locaux, le non-respect des prescriptions d’hygiène et de sécurité, l’absence de soins médicaux, des carences dans les programmes de rééducation, la disparition des activités de travail assurées auparavant par les entreprises environnantes, et plus généralement l'’absence d’ouverture des internats sur l’extérieur et les abus qu’elle peut favoriser.
Cette situation a débouché sur des constats rendus publics, comme le rapport spécial fait en 2008 par la déléguée pour la région de Perm, Tatiana Margolina. Des améliorations sont constatées, mais des situations abusives restent fréquemment décrites dans la presse, comme par exemple en 2013, un cas de viol à l'internat psycho-neurologique de Zvenigorod, à 48 km à l’ouest de Moscou,, . La victime était un jeune résident, transféré à titre de punition dans une section pour cas difficiles, fermée et séparée du reste de l’établissement. Les enquêtes ont révélé des enfermements et des interdictions de circulation à l’intérieur de l’établissement, et une utilisation déréglée des médicaments psychotropes,. La direction de l’établissement a été démise et remplacée, et un plan d’action a été engagé pour l’amélioration des conditions de vie des résidents.

## Projet de réforme des internats psycho-neurologiques
L'inspection de l'IPN de Zvenigorod confiée à une commission de la Chambre sociale de la fédération de Russie, et les travaux préparatoires du comité de coordination de la Chambre sociale pour les enfants handicapés et les autres personnes ayant des capacités limitées ont fait apparaitre la nécessité d'une réforme des internats psycho-neurologiques. Les travaux du comité ont débouché sur une feuille de route (Дорожная Карта) qui comporte notamment les orientations suivantes :
- agir en amont en direction des enfants présentant une déficience intellectuelle ou un handicap psychique (prise en charge précoce, réponse aux troubles d’apprentissage, intégration préscolaire et scolaire, etc.) ;
- donner priorité à la vie dans un environnement familial et social ordinaire, ce qui suppose des nouveaux services sociaux et de soins, et de nouvelles aides aux familles avec un enfant ou un adulte handicapés ;
- éviter de devoir transférer à leur majorité les résidents des maisons-internats pour enfants inadaptés dans des IPN, en offrant des modalités d’hébergement alternatives (logements sociaux, appartements, foyers), combinés avec un accompagnement social, une intégration dans la société et des activités de travail (centres d’activité sociale accompagnée et ateliers professionnels offrant des activités « de jour ») ;
- encadrer l’activité des IPN, l’inscrire dans une logique de respect de l’ensemble des droits des résidents, y développer des programmes de rééducation modernes et efficaces, une effectivité des soins, y compris pour les pathologies non liées au handicap, des activités sociales et de loisir et des activités de travail rémunérées et diversifiées.

La perspective d'une réforme a été confirmée par le ministère du travail et de la protection sociale.
En juillet 2017, l’accès aux droits des résidents des internats psycho-neurologiques a fait l'objet d'une table ronde organisée par le Conseil de la fédération et le Conseil social auprès du gouvernement. La déléguée fédérale aux droits de l’homme Tatiana Moskalkova a regretté  « l'absence de mesures permettant la réhabilitation des personnes handicapées dans les internats et les plaintes régulières de leurs résidents quant l'abus de médicaments psychotropes par le personnel médical », ainsi que l'impossibilité d'un contrôle en l'absence du cadre juridique adéquat. Les changements législatifs nécessaires attendent la validation par le ministère fédéral de la santé et leur examen par le Parlement.